# Les Oiseaux 2
Pour les articles homonymes, voir Les Oiseaux.
Pour plus de détails, voir Fiche technique et Distribution.
Les Oiseaux 2 (The Birds II: Land's End) est un téléfilm américain d'horreur réalisé par Rick Rosenthal, diffusé en 1994. 
Il ne s'agit pas de la suite de Les Oiseaux (1963) réalisé par Alfred Hitchcock, mais d'un remake. On ne retrouve aucun personnage du premier film, mais seule Tippi Hedren y interprète un second rôle, mais ne reprend pas le rôle de Melanie Daniels qui l'avait rendue célèbre.

## Synopsis
Ted et May Hocken passent l'été avec leurs deux filles à Gull Island. Ted a prévu de consacrer son temps à l'écriture d'une thèse tandis que May travaille pour un journal local. Remarquant que l'île est envahie par les oiseaux, Ted prend conscience du danger lorsqu'il est attaqué par un goéland. Le propriétaire du magasin principal partage son inquiétude. Mais c'est seulement lorsque les oiseaux commencent une attaque très violente que le reste de la population réalise le terrible danger qui plane au-dessus de leurs têtes.

## Fiche technique
- Titre français : Les Oiseaux 2
- Titre original : The Birds II: Land's End
- Titre québécois : L'attaque des oiseaux 2 : Le retour de l'angoisse ![1]
- Réalisation : Rick Rosenthal
- Scénario : Ken Wheat, Jim Wheat et Robert Eisele, d'après une nouvelle éponyme de Daphne du Maurier)
- Musique : Ron Ramin
- Production : Ted Kurdyla et David A. Rosemont
- Pays de production : États-Unis
- Langue : anglais
- Genre : horreur
- Durée : 87 minutes
- Date de diffusion[2] :
  - États-Unis : 19 mars 1994
- Interdit aux moins de 12 ans[Où ?]

## Distribution
- Brad Johnson : Ted
- Chelsea Field : May
- James Naughton : Frank
- Jan Rubes : Karl
- Tippi Hedren : Helen
- Stephanie Milford : Jill
- Megan Gallacher : Joanna
- Richard K. Olsen : Docteur Rayburn
- Sylvia Harman : l'infirmière
- C.K. Bibby le garde-chasse
- Philip Loch : le tenancier du bar
- Jack Riel : Gordy
- Emily Bauer : la petite fille
- Catherine Davis : une serveuse

## Autour du film
- Les Oiseaux 2 est une nouvelle version et non une suite a proprement parler du film d'Alfred Hitchcock, bien qu'un clin d'œil aux Oiseaux d'Hitchcock y figure (cf, une allusion du gardien de phare : « un fait similaire s'est produit il y a 25 ou 30 ans, mais c'était sur la côte ouest, à Bodega Bay »).
- Rick Rosenthal, réalisateur de Halloween 2 et Halloween : Résurrection, est ici crédité sous le nom d’Alan Smithee, pseudonyme utilisé aux États-Unis par les réalisateurs dégoutés ou mécontents de leur film.
- Tippi Hedren, héroïne du premier volet campe ici un second rôle, celui d'Helen, une commerçante, et ne reprend dont pas celui de Melanie Daniels, rôle qui lui était attribué dans la version à succès de 1963.